# Tatra K1
Tatra K1 byl typ dvoučlánkové tramvaje vyrobený československým podnikem ČKD Praha, závod Tatra Smíchov ve dvou prototypech na přelomu let 1964 a 1965. Jednalo se o první českou kloubovou tramvaj, odvozena byla ze standardního vozu Tatra T3. Kvůli problémům s použitou elektropneumatickou výzbrojí zůstalo pouze u prototypů a následovníkem tramvaje K1 se stal sériově vyráběný typ Tatra K2.

## Historické pozadí
Vzhledem ke stále větším nárokům na kapacitu tramvají, kterým nemohly samostatné standardní vozy koncepce PCC vyhovět, přistoupil podnik ČKD v roce 1961 k vývoji dvoučlánkové tramvaje označené jako K1, která měla pomoci snížit provozní náklady dopravců. Koncepce takového vozu byla několikrát změněna, nakonec byla, vzhledem k hmotnosti tramvaje, použita elektropneumatická stykačová výzbroj typu UA11; některé prvky tak nebyly ovládány elektricky, ale pomocí stlačeného vzduchu.
Právě ale kvůli problémům s touto výzbrojí se typ K1 do sériové výroby nikdy nedostal, místo toho byly v roce 1966 postaveny dva prototypy tramvaje Tatra K2, mechanicky shodné s modelem K1, ale s klasickou celoelektrickou výzbrojí.

## Konstrukce
Tatra K1 byl jednosměrný motorový tramvajový vůz, který byl tvořen dvěma články. Ty byly spojeny kloubovým mechanismem na středním běžném podvozku (bez motorů), průchod byl kryt měchem. V pravé bočnici každého článku se nacházely dvoje čtyřkřídlé skládací dveře ovládané pneumaticky. V interiéru byly laminátové sedačky pro cestující rozmístěny ve třech řadách 2+1, u posledních dveří se nacházelo stanoviště průvodčího, kabina řidiče byla polouzavřená. Vzhled vozu, včetně laminátových čel, byl shodný s tramvají T3 a byl vytvořen výtvarníkem Františkem Kardausem.
Vozová skříň tramvaje byla usazena na třech dvounápravových podvozcích, z nichž první a poslední byly hnací, prostřední, na němž se nacházelo kloubové spojení obou článků, byl bezmotorový. Trakční motory (v každém podvozku dva) byly napájeny přes sadu rozjezdových a brzdových odporů spínaných stykači, tramvaj K1 tak neměla zrychlovač typický pro vozy koncepce PCC. K dispozici byly 3 stupně zrychlení a 4 pro režim jízdy. První jízdní stupeň byl určen pro pojezd nízkou rychlostí, druhý pro pomalou jízdu s malým zrychlením (což v té době standardní „zrychlovačová“ výzbroj neumožňovala), třetí sloužil pro rozjezd se středním zrychlením a čtvrtý pro rychlý rozjezd s maximálním zrychlením. Jízdní pedál bylo možné po dosažení požadované rychlosti vrátit na nižší stupeň. Těchto stupňů bylo možné využít i u dvou režimů pro pomalý a rychlý provoz, jenž byly voleny přepínačem. Při pomalém provozu byly motory zapojeny do série a maximální rychlosti na jednotlivých stupních byly o polovinu nižší než při rychlém provozu, kde byly motory zapojeny standardně sério-paralelně. Brzdové stupně byly tři.
Kromě elektrodynamické brzdy byla tramvaj vybavena pneumatickou kotoučovou brzdou na středním podvozku a rovněž pneumaticky ovládanými čelisťovými brzdami na elektromotorech. Elektrodynamická brzda byla cize buzená, s konstantním brzdovým odporem. Podobně byla řešena i elektrodynamická brzda u prototypu trolejbusu Tatra 401. Elektrický proud byl z trolejového vedení odebírán pantografem umístěným na střeše předního článku. Pneumaticky byly ovládány i dveře, jejichž mechanismus byl umístěn v místě schodů. Tento způsob ovládání byl použit i na elektrické jednotce řady EMU 89.0. Zdrojem vzduchu byl kompresor umístěný pod podlahou u 2. dveří v předním článku.
Vnější oplechování bylo provedeno nýtovanými vlnitými plechy s odlišným provedením „vlnek“ oproti následnému typu K2. Odlišné bylo i provedení mříže motorgenerátoru, které bylo později použito u prototypů K2. Oproti typu T3 se nosný plech nenacházel na vnější, ale na vnitřní straně bočnice. Čela se shodovala s typem T3, pouze spodní část pod nárazníkem byla odlišně řešena částečným uzavřením s ponecháním otvoru pro spřáhlo. Na rozdíl od asymetricky uspořádaných oken a dveří u typu T3 měla „kájednička“ symetricky řešené rozložení oken a dveří. V levé bočnici se nacházely čtvery dveře, z nichž prostřední dvojice byla širší a byla určena pro výstup cestujících, zatímco užší krajní sloužila pro nástup do vozu. Provedení dveří odpovídalo staršímu řešení známého z typu T2 z 50. let a 60. let a prototypu T3 z roku 1960. Řešení oken, sedaček i provedení interiéru připomínalo provedení typu T3 třetí výrobní série z let 1964–1966. Okna byla v polovině rozdělena hliníkovou příčkou a měla menší šířku, vyjma oken naproti prostředním širším dveřím; ta byla širší. Obě poloviny okna jsou uchyceny v gumovém profilu, vrchní polovina s posuvnou částí pak byla vsazena do rámu z hliníkových profilů. V interiéru byly sedačky rozmístěny, vzhledem k hmotnosti vozu a nehnanému střednímu podvozku, v uspořádání 2+1. Barva sedaček byla u vozu č. 7000 krémová, u vozu č. 801 modrá. Okna nebyla obložena koženkou, meziokenní část byla opatřena nátěrem jako u pozdějších sérií ze 70. let 20. století. Uvnitř se u posledních dveří nacházelo také stanoviště průvodčího. Vůz také neměl střešní větrací klapky, větrání bylo kromě bočních oken zajištěno dvourychlostními komínkovými větrači zabudovanými ve střeše vozu, ovládanými ze stanoviště řidiče. V té době byl tento způsob výrobcem důkladně testován jak na obou prototypech K1, tak i na pražských vozech T3 ev. č. 6110 z roku 1962 (upraven v roce 1964) a sérii č. 6477–6486 z roku 1964, a později i na obou prototypech K2 z roku 1966.

## Dodávky a provoz tramvají Tatra K1
| Současný stát | Město   | Článek | Typ | Roky dodávek | Počet vozů | Evidenční čísla při dodání | Poznámky | Zdroj |
| ------------- | ------- | ------ | --- | ------------ | ---------- | -------------------------- | -------- | ----- |
| Česko         | Ostrava | článek | K1  | 1965         | 2          | 800, 801                   |          | [ 1 ] |

Na přelomu let 1964 a 1965 byly vyrobeny dva prototypy dvoučlánkové tramvaje K1. V roce 1965 byl v Praze zkoušen pod číslem 7000 pouze první z prototypů (nebyl majetkem dopravního podniku) a ještě během téhož roku byl spolu s druhým prototypem odprodán do Ostravy. Na severní Moravu nejprve přišel vůz č. 801 (ten nebyl zkoušen v Praze, a proto nenesl č. 7001, jak se někdy uvádí), o něco později i první prototyp č. 7000 (nově č. 800). Ve zkušebním provozu s cestujícími se objevily v prosinci 1965. Problémy však byly s poměrně složitou a nespolehlivou elektropneumatickou výzbrojí, tramvaje K1 tak byly často odstaveny. Vzhledem k nezájmu výrobce, který již začal vyrábět celoelektrické vozy K2, o jejich definitivní zprovoznění, byly obě tramvaje K1 1. října 1968 podniku ČKD vráceny.
Další osud obou vozů K1 se výrazně liší. Zatímco tramvaj č. 801 byla odstavena a využívána jako skladiště v závodě ČKD Tatra v Radotíně (a později ve 2. polovině 70. let byla sešrotována), vůz č. 800 byl v ČKD přestavěn na funkční vzorek tramvaje Tatra KT4 (především byla zkrácena karoserie a odstraněn střední podvozek). Po rekonstrukci byl označován jako KTX vzhledem k nejistotě o zařazení typu KT4 ještě do první (v tom případě by nesl typové označení K4), nebo již do druhé generace tramvají Tatra k tehdy vyvíjené nové typové řadě T5. Mezi lety 1969 a 1971 byl podroben první sérii zkušebních jízd na normálním rozchodu 1435 mm v síti DP Praha. Následně absolvoval mezi lety 1971–1972 řadu zkušebních jízd v Liberci, jejichž účelem bylo vyměření průjezdního profilu, funkčnost mechanismu nuceného nahýbání vozové skříně a provoz s úzkorozchodnými podvozky. Z Liberce se k výrobci vrátil v zimě 1972/1973. Jeho posledním využitím bylo v první polovině 70. let vestavění elektrické výzbroje TV2 s tyristorovou regulací výkonu, určenou pro zástavbu do vozů typové řady T5. Zároveň s tím byl přečíslován na č. 8004. Po vykonání zkušebních jízd s novou výzbrojí byl vůz trvale odstaven a využíván jako sklad ve vozovně Hloubětín, kde byl roku 1977 sešrotován.